# Девід Р. Елліс
Девід Річард Елліс (англ. David Richard Ellis; 8 вересня 1952 — 7 січня 2013) — американський кінорежисер та каскадер.
Девід Р. Елліс народився в Лос-Анджелесі, штат Каліфорнія, 8 вересня 1952 року. Його акторська діяльність почалася в 1974 році в Голлівуді, коли він знявся в картині «Найсильніша людина» (The Strongest Man in the World). З 1986 року як другий помічник режисера, а потім і помічник режисера.
У 1996 році відбувся успішний режисерський дебют Девіда Р. Елліса, коли в прокат вийшла картина «Дорога додому 2: Загублені в Сан-Франциско» (Homeward Bound II: Lost in San Francisco). Девід Р. Елліс був одним з найбільш успішних голлівудських режисерів, чиї картини незмінно приносили в прокаті хороший дохід.
Помер 7 січня 2013 року в столиці ПАР — Йоганнесбурзі.

## Фільмографія
Режисер:
- 1996: Дорога додому 2: Загублені в Сан-Франциско / Homeward Bound II: Lost in San Francisco
- 2003: Пункт призначення 2 / Final Destination 2
- 2004: Стільниковий / Cellular
- 2006: Зміїний політ / Snakes on a Plane
- 2008: Психлікарня / Asylum
- 2009: Пункт призначення 4 / The Final Destination
- 2011: Щелепи 3D / Shark Night